# 18553 Kinkakuji
18553 Kinkakuji è un asteroide della fascia principale. Scoperto nel 1997, presenta un'orbita caratterizzata da un semiasse maggiore pari a 3,1265496 UA e da un'eccentricità di 0,1308087, inclinata di 1,02349° rispetto all'eclittica.